# Lucie Vondráčková

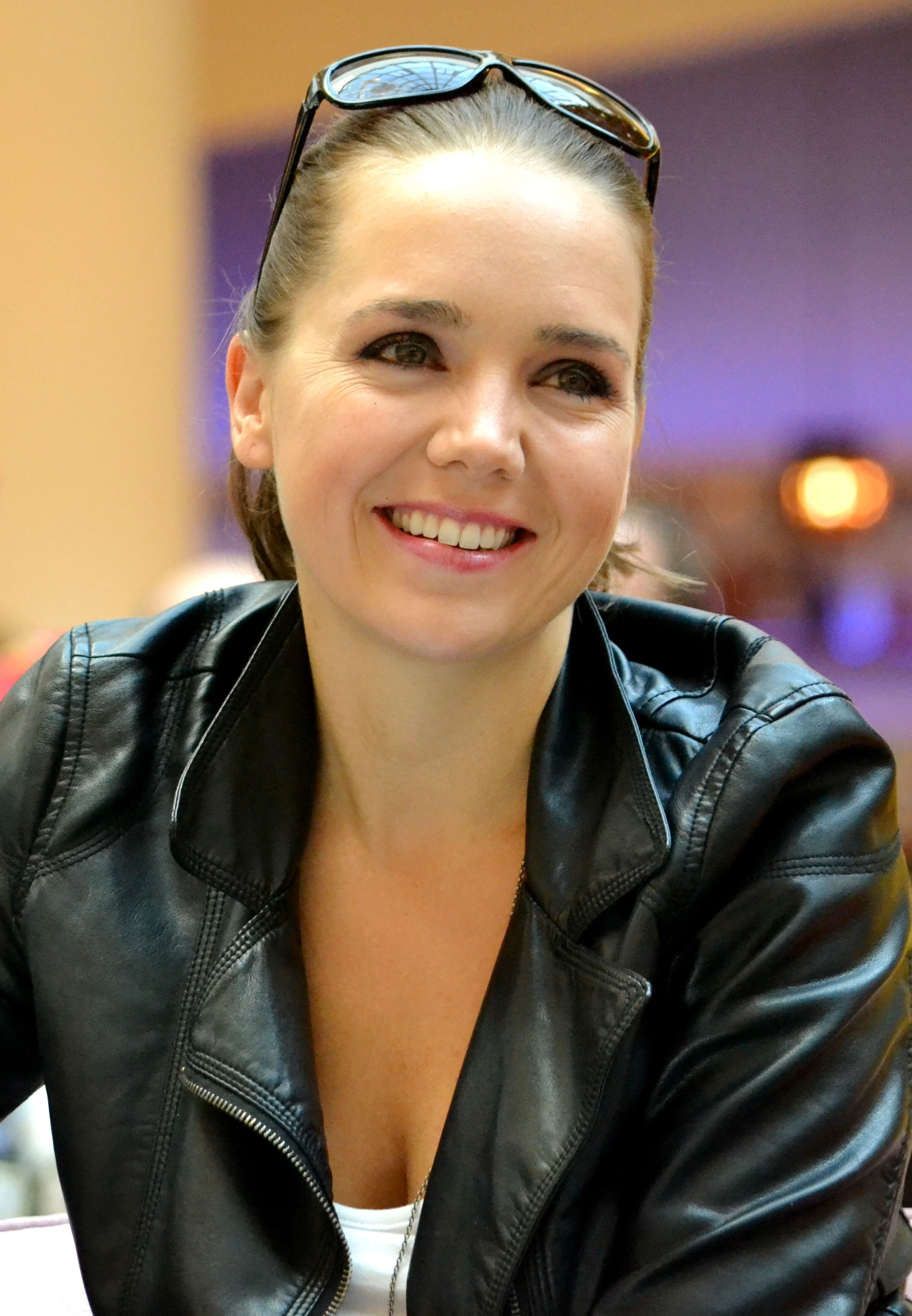
Lucie Vondrackova

Lucie Vondráčková est une chanteuse et actrice tchèque née le 8 mars 1980 à Prague. Elle est la nièce de la chanteuse Helena Vondráčková.

## Discographie
- MARMELÁDA (1993)
- ROK 2060 (1994)
- Láska na 100 let (1995)
- Atlantida (1995)
- Malá mořská víla (1996)
- Marmeláda video (1997)
- CD-ROM Lucka a její cesty (1998)
- The best of English version (1998)
- MANON singl(2000)
- MANON (2000)
- Mayday (2003)
- BOOMERANG (2005)
- DANCE ! (2007)
- Pelmel 1993–2007 (2007)
- Fénix (2008)
- Dárek (2010)
- Oheň (2013)
- Duety (2014)

## Filmographie

### Cinéma
- Hotel Limbo (2020), Diana Maxa
- Bathory (film) (2008) ... Lucia
- Vacances sur ordonnance (film, 2006), Marie
- Snowboarďáci (2004) ...